# Наранхо, Оскар
Оскар Адольфо Наранхо Трухильо (исп. Óscar Adolfo Naranjo Trujillo; род. 22 декабря 1956, Богота) — колумбийский политолог, политический и государственный деятель, вице-президент (2017—2018).

## Биография
Родился 22 декабря 1956 года а Боготе, Колумбия, в семье генерала Национальной полиции Франсиско Наранхо и его супруги Ампаро Трухильо. Окончил местную среднюю школу, после чего был принят в Полицейскую академию, где прошёл обучение по специальности «комплексная безопасность». Позднее окончил Университет Ла-Сабана, получив степень в области политологии.
В ранние годы своей карьеры Наранхо работал в местной полиции Боготы, а позднее получил звание генерала. В мае 2007 года он был назначен на должность генерального директора Национальной полиции Колумбии, проработав на этом посту до июня 2012 года. В 2009 году Наранхо получил диплом по специальности «общее управление» в Институте высшего делового управления при Университете Ла-Сабана.
После ухода с поста генерального директора полиции Наранхо был назначен старшим советником президента Колумбии по постконфликтным вопросам, правам человека и безопасности, пробыв на этом посту до ноября 2015 года. 29 марта 2017 года его кандидатура была утверждена на пост 11-го вице-президента Колумбии при президенте Хуане Мануэле Сантосе. Срок его полномочий истёк 7 августа 2018 года.